# Svećenička odjeća
Svećenička odjeća je neliturgijska odjeća koju nose isključivo svećenici. Razlikuje se od liturgijskog ruha po tome što nije rezervirano posebno za upotrebu u liturgiji. Prakse se razlikuju: svećenička odjeća može se nositi ispod misnog ruha, a i kao svakodnevna odjeća đakona, svećenika ili drugog člana klera. U nekim slučajevima može biti sličan ili identičan habitu redovnika ili redovnice (časne sestre).
U moderno doba mnogi su kršćanski svećenici prihvatili upotrebu košulje sa svećeničkim ovratnikom; međutim najčešće se viđa kod katoličkih, anglikanskih, orijentalno-pravoslavnih i istočno-pravoslavnih svećenika.